# Korrigan Chasma
Il Korrigan Chasma è una struttura geologica della superficie di Ariel.